# Bettina Borrmann Wells
Bettina Borrmann Wells (nacida en 1874) fue una sufragista inglesa nacida en Baviera que recorrió los Estados Unidos como organizadora y conferenciante. —Rechazó el término "sufragista" para su trabajo, prefiriendo "suffragette"—.

## Primeros años y educación
Bettina Borrmann nació en Nuremberg, Baviera, y se graduó en la Universidad de Ginebra. En 1914, 1915 y 1916 obtuvo una licenciatura y una maestría en economía y psicología en la Universidad de Columbia. Su tesis de maestría se tituló The economic basis of the present feminist movement («La base económica del movimiento feminista actual») (1915).

## Suffragette
Borrmann Wells era miembro de la Unión Social y Política de las Mujeres. En noviembre de 1908, cumplió una condena de tres semanas en la prisión de Holloway, por «obstruir a un policía» en una manifestación en Londres. Se llamó a sí misma suffragette, explicando que «una suffragette es una sufragista que está dispuesta a morir por la causa». Para 1910 Wells se había alejado de la rama de Emmeline Pankhurst del movimiento, y era muy activa en la de Manchester de la Women's Freedom League. En 1911 un periódico americano la describió como jefa del departamento de propaganda de la Women's Federation League" de Inglaterra.

## Actividades en Estados Unidos

Fotografía en el The World To-Day, marzo de 1907.

En Estados Unidos, en 1908, Borrmann Wells, Maud Malone, Christine Ross Barker, Sophia Loebinger y otras personas organizaron reuniones al aire libre de la Unión de Sufragio de Mujeres Progresistas en Madison Square, Wall Street, Harlem y Brooklyn de la ciudad de Nueva York, contra una importante resistencia de los residentes y los dirigentes empresariales de la ciudad. En la primavera de 1908, Wells y Malone lideraron un desfile de sufragio en la ciudad de Nueva York, sin permiso. Más tarde ese mismo año, Wells y otros tres sufragistas intentaron reunirse con Theodore Roosevelt en Oyster Bay (Nueva York), pero fueron rechazados por el Servicio Secreto de los Estados Unidos.
Recorrió con su marido los Estados Unidos y Canadá, reuniéndose con activistas del sufragio en varias ciudades. «Las mujeres únicamente obtendrán el voto cuando hagan creer a los hombres que van en serio y pagarán el precio por ello», dijo a una audiencia en Brooklyn, «no lo obtendrán organizando tés rosas y bazares amarillos». En 1909 publicó un folleto, America and Woman Suffrage, en el que se detallaban las actividades de sufragio en Wyoming, Utah, Colorado e Idaho.
También escribió cartas pro-sufragio al editor, tanto en Gran Bretaña, como en los Estados Unidos: «Admito que 'se han aprobado mejores leyes sin el voto de la mujer'», concedió en una carta de 1908 al New York Times. «También se puede llegar a California a pie, pero la mayoría de nosotros prefiere métodos más rápidos de viajar.»
Borrmann Wells viajó a Washington D. C. en enero de 1917, para tomar un turno como uno de los «Centinelas silenciosos» en la Casa Blanca, en las primeras semanas de esa protesta.

## Vida personal
Bettina Borrmann se casó con el empresario inglés Herbert James Clement Wells en 1900. Fue miembro del Club del Liceo de Londres, y de la Sociedad de Mujeres Periodistas de Londres.